# Chassagnes

Chassagnes este o comună în departamentul Haute-Loire, Franța. În 2009 avea o populație de 182 de locuitori.